# Tetrachondraceae
Tetrachondraceae Skottsb. ex Wettst., 1924 è una piccola famiglia di piante angiosperme, appartenente all'ordine delle Lamiales.

## Etimologia
Il nome della famiglia deriva dal suo genere tipo Tetrachondra Petrie ex D. Oliver, 1892 il cui nome deriva da due parole greche: "tetra" ( = quattro) e "chondros" ( = cartilagine).

## Descrizione

### Portamento

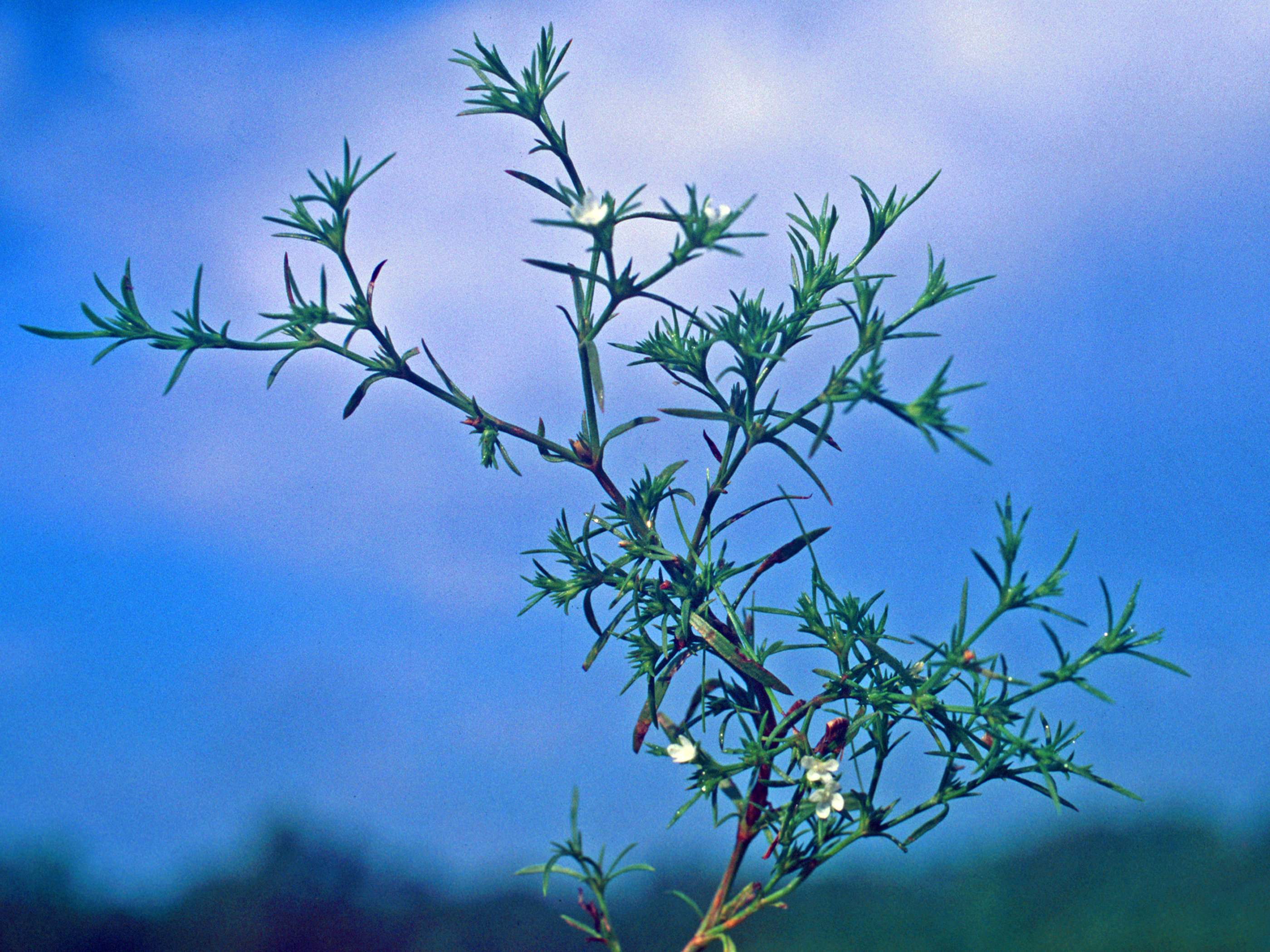
Il portamento
Polypremum procumbens

Il portamento delle specie di questa famiglia è composto da piccole erbe perenni. La ramificazione è densa con rami da procombenti a ascendenti spesso generati da una radice centrale. I rami sono leggermente angolari e scanalati a causa della presenza di fasci di collenchima posti nei vertici. In Tetrachondra il portamento è acquatico o semiacquatico e formano dei densi tappeti con dei rami che si sviluppano dai nodi. Per diverse ore durante l'anno le piante acquatiche possono essere completamente sommerse e possono essere trovate anche a notevole profondità. Nelle specie di questa famiglia non sono presenti gli iridoidi carbociclici caratteristici delle Lamiales.

### Foglie

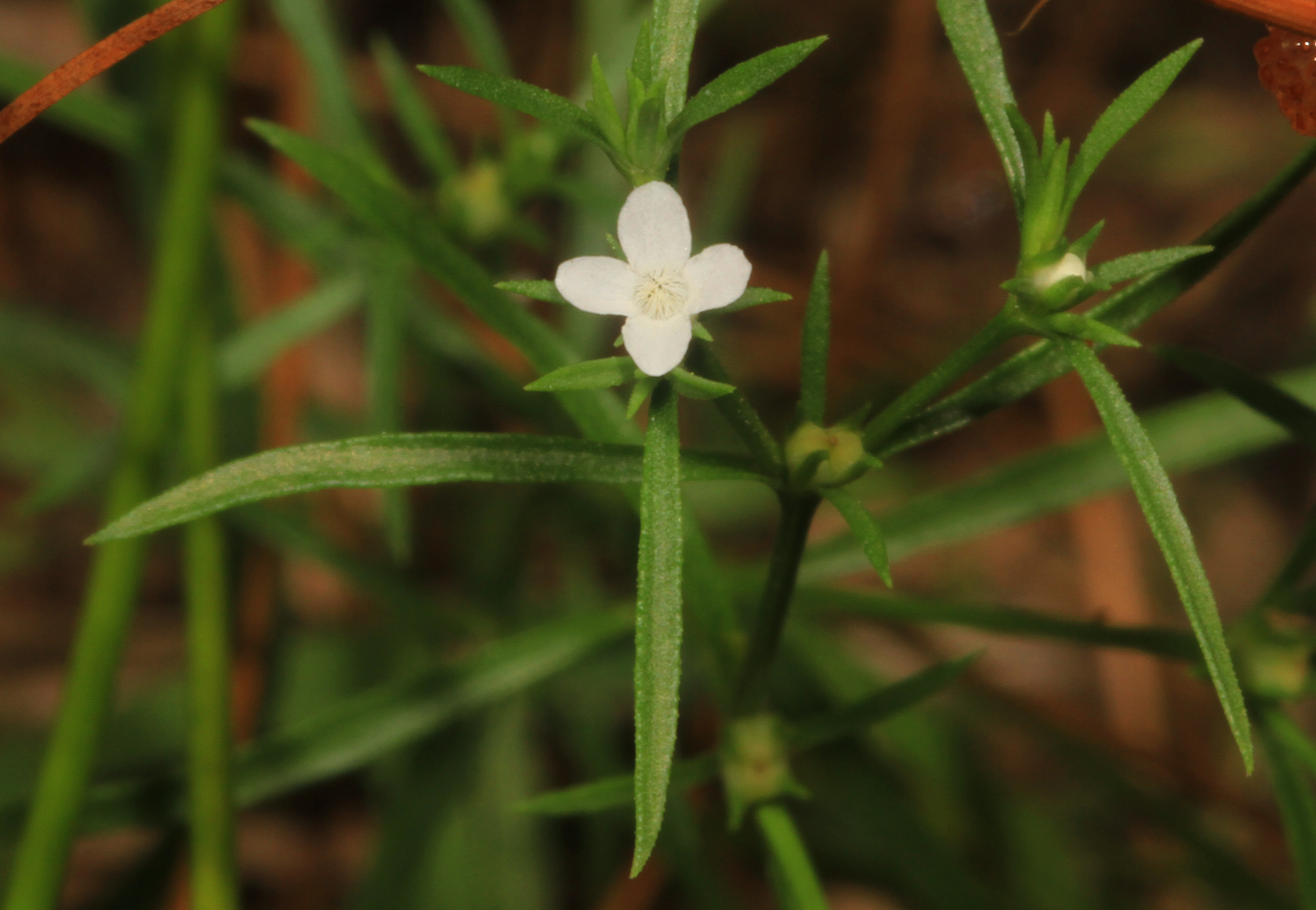
Le foglie
Polypremum procumbens

Le foglie cauline sono opposte subsessili unite alla base da una guaina interstipolare. La lamina è da lineare a ampiamente ovata con margini cigliati. In Tetrachondra la consistenza è carnosa.

### Infiorescenze
Le infiorescenze sono formate da fiori per lo più solitari in cima al fogliame o alle ascelle delle foglie superiori.

### Fiori

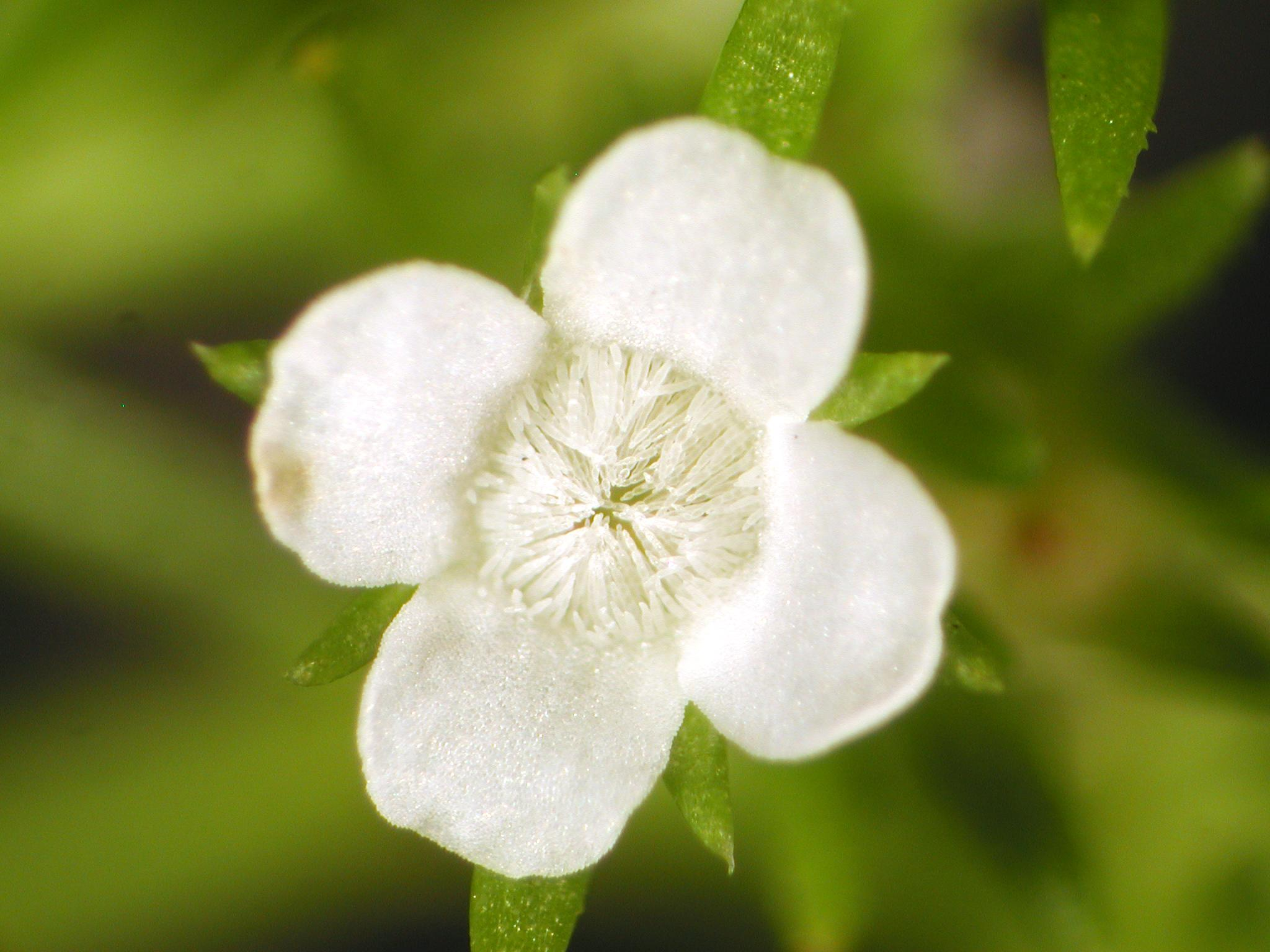
I fiori
Polypremum procumbens

I fiori sono ermafroditi, attinomorfi, tetrameri (4-ciclici), ossia con quattro verticilli (calice – corolla - androceo – gineceo) e 4-meri: la corolla e il calice hanno 4 parti). I fiori sono minuti e sessili.
- Formula fiorale:

- , K (4), [C (4), A 4], G (2), (supero/infero), capsula.

- Calice: il calice è gamosepalo (i sepali sono connati alla base) e attinomorfa ed ha delle forme campanulate con 4 lobi con forme da lanceolate a ovato-ottuse con margini ialini. Il calice è persistente.

- Corolla: la corolla è gamopetala (i petali sono connati alla base) e attinomorfa ed è formata da un tubo campanulato subruotato terminante con 4 lobi patenti a volte più corti del calice. I lobi all'antesi si presentano embricati. La gola internamente è circondata da una linea di peli bianchi trasversali (solo in Polypremum). Il colore della corolla è bianco.

- Androceo: l'androceo possiede 4 stami tutti fertili, alternati ai petali, adnati alla corolla e inclusi o sporgenti. I filamenti sono lunghi circa come le antere. Le antere sono introrse, dorsofisse e biloculari (a due logge o teche) con due teche distinte. La deiscenza è longitudinale. Il polline è tricolporato.

- Gineceo: l'ovario è formato da due carpelli (ovario bicarpellare o sincarpico). In Polypremum l'ovario è infero con un corto stilo terminale; in Tetrachondra l'ovario e supero con stilo ginobasico. In Tetrachondra inoltre è 4-loculare per la presenza di falsi setti divisori all'interno dei due carpelli. Lo stigma è da capitato a leggermente troncato. Gli ovuli sono anatropi e tenuinucellati (con la nocella, stadio primordiale dell'ovulo, ridotta a poche cellule[9]). La placenta è di tipo basale e gli ovuli sono attaccati in modo peltato e collegati al setto divisorio.

### Frutti
Il frutto in Polypremum è una capsula bivalve lateralmente compressa con forme da obovoidi a ovoidi o divisa inizialmente con deiscenza loculicida, poi setticida. In Tetrachondra sono presenti quattro nucule (schizocarpo tetrachenio). I semi, piccoli e cuboidali, con superficie liscia hanno abbondante endosperma e l'embrione è diritto.

## Biologia
La riproduzione di queste piante avviene per impollinazione entomogama tramite insetti tisanotteri, mosche e piccole api.
I semi cadendo a terra, dopo essere stati trasportati per alcuni metri dal vento (disseminazione anemocora), sono successivamente dispersi soprattutto da insetti tipo formiche (mirmecoria).

## Distribuzione e habitat
Le specie di questa famiglia sono diffuse dagli Stati Uniti all'America del Sud; una sola specie (Tetrachondra hamiltonii) è presente in Nuova Zelanda.

## Tassonomia
I due generi della famiglia, prima di acquisire l'attuale struttura tassonomica, sono stati inclusi in diverse famiglie: Tetrachondra in Crassulaceae, Polypremum in Buddlejaceae, Loganiaceae e Rubiaceae. Nella classificazione di Cronquist (Sistema Cronquist) il genere Tetrachondra era incluso nelle Lamiaceae.

### Filogenesi
Analisi di tipo filogenetico sul DNA sostengono fortemente il clade di questi due generi e quindi la famiglia di questa voce.  Nell'ambito dell'ordine Lamiales le Tetrachondraceae insieme alle Plocospermataceae, Carlemanniaceae e Oleaceae sono probabilmente "basali" e quindi "gruppo fratello" di un largo clade comprendente Acanthaceae, Bignoniaceae, Gesneriaceae, Lamiaceae, Scrophulariaceae, Stilbaceae e Verbenaceae tutte con una corolla a simmetria da debolmente a fortemente zigomorfa.
Le stime sulla variazione della sequenza del DNA suggeriscono che i due generi della famiglia si sono separati dal resto dell'ordine circa da 46 milioni di anni fa.

### Generi
La famiglia è composta da 2 generi e da 3 specie:
- Polypremum L.
  - Polypremum procumbens L.

- Tetrachondra Petrie ex Oliv.
  - Tetrachondra hamiltonii Petrie ex Oliv.
  - Tetrachondra patagonica Skottsb.

### Chiavi analitiche per i generi
Qui di seguito sono descritti i caratteri distintivi dei due generi della famiglia:
- Polypremum: le piante di questo genere hanno per lo più un portamento terrestre con steli ascendenti; le foglie hanno delle lamine lineari; la corolla è bianca con un anello di peli all'interno della gola; gli stami sono inclusi; i frutti sono delle capsule con numerosi semi.
- Tetrachondra:  le piante di questo genere hanno per lo più un portamento acquatico e formano dei densi tappeti; le foglie hanno delle lamine da ovate a ampiamente obovate-oblunghe e consistenza carnosa; la corolla è priva dell'anello di peli all'interno della gola; gli stami sono leggermente sporgenti; i frutti consistono in 4 nucule ognuna con un solo seme.